# Bouillac, Dordogne

Bouillac este o comună în departamentul Dordogne din sud-vestul Franței. În 2009 avea o populație de 122 de locuitori.

## Evoluția populației
| An        | 1975 | 1982 | 1990 | 1999 | 2006 | 2009 |
| --------- | ---- | ---- | ---- | ---- | ---- | ---- |
| Populație | 115  | 97   | 114  | 119  | 121  | 122  |